# Sverre Erik Jebens
Sverre Erik Jebens (Bergen, 29 september 1949) is een Noors jurist en rechter. Jebens was tussen 2004 en 2011 rechter bij het Europees Hof voor de Rechten van de Mens.

## Carrière
Sverre Erik Jebens studeerde aan de Universiteit van Oslo waar hij in 1977 afstudeerde. Daarna heeft hij onder meer gewerkt als adjunct-rechter bij de Inderøy-afdeling van het Gerechtshof van Steinkjer aangesteld (1977-1979), als hoofdopzichter van de afdeling financiële misdaden bij de politie van Trondheim (1980-1983), juridisch adviseur voor het Ministerie van Justitie van Noorwegen (1983-1985) en als rechter bij het Frostating Hof van Beroep in Trondheim (1985-2004).
In 2004 werd hij door de Parlementaire Vergadering van de Raad van Europa gekozen om Noorwegen te vertegenwoordigen bij het Europees Hof voor de Rechten van de Mens. Deze functie vervulde hij van 1 november 2004 tot en met 31 augustus 2011.